# Halsnæs
Halsnæs er en ca. 40 km² stor halvø på Nordsjælland beliggende mellem indsejlingen til Isefjord i vest og Asserbo og Frederiksværk mod øst, og mellem Kattegat (Hesselø Bugt) mod nord og Roskilde Fjord mod syd. Længst mod vest på halvøen ligger Hundested med færgeforbindelse til Rørvig i Odsherred. Halvøen er præget af store sommerhusområder, men der er også flere naturfredninger langs nordkysten.
Halvøen ligger i det tidligere Strø Herred, og har lagt navn til Halsnæs Kommune.
Halsnæs var i ældre stenalder adskilt fra Sjælland ved et sund, og var selv inddelt i to øer og nogle holme; senere landhævninger har så dannet halvøen.

## Eksterne kilder og henvisninger
1. ↑   Strø Herred  i J.P. Trap, Kongeriget Danmark (bd.2 p. 118, 4. udgave, 1920)

55°58′37.43″N 11°57′14.95″Ø / 55.9770639°N 11.9541528°Ø